# 波佛斯公司

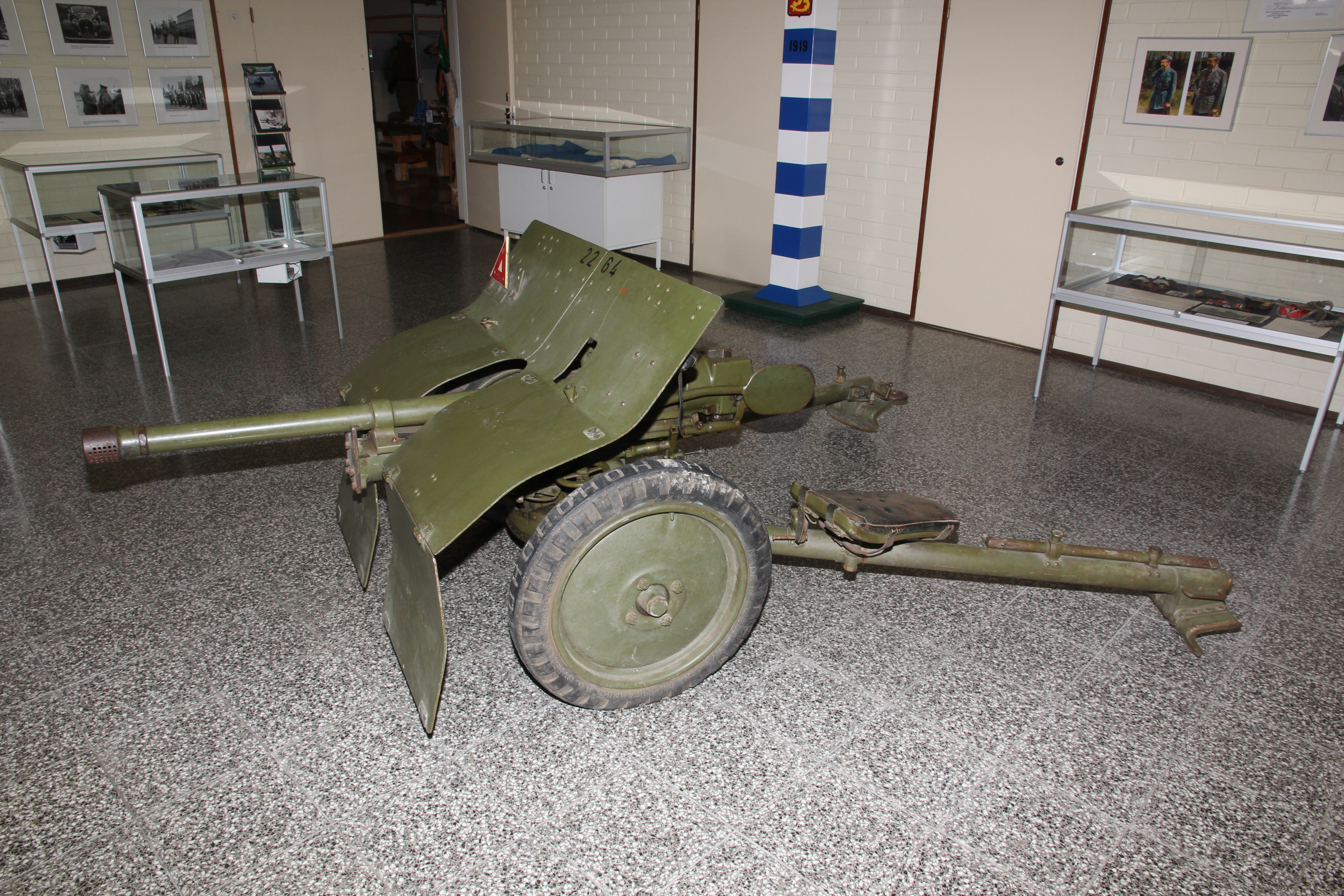
37mm反戰車砲

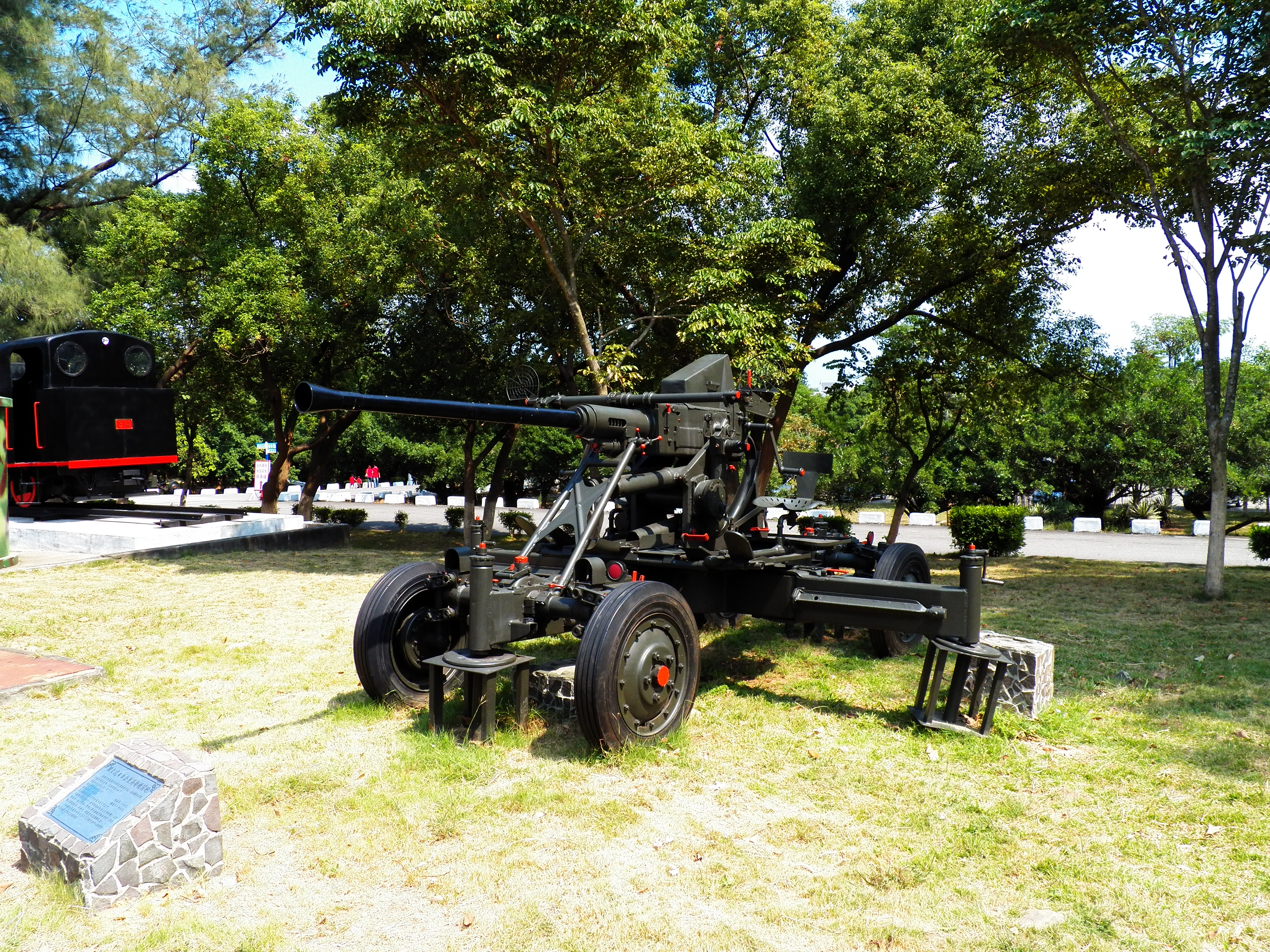
40mm高射砲

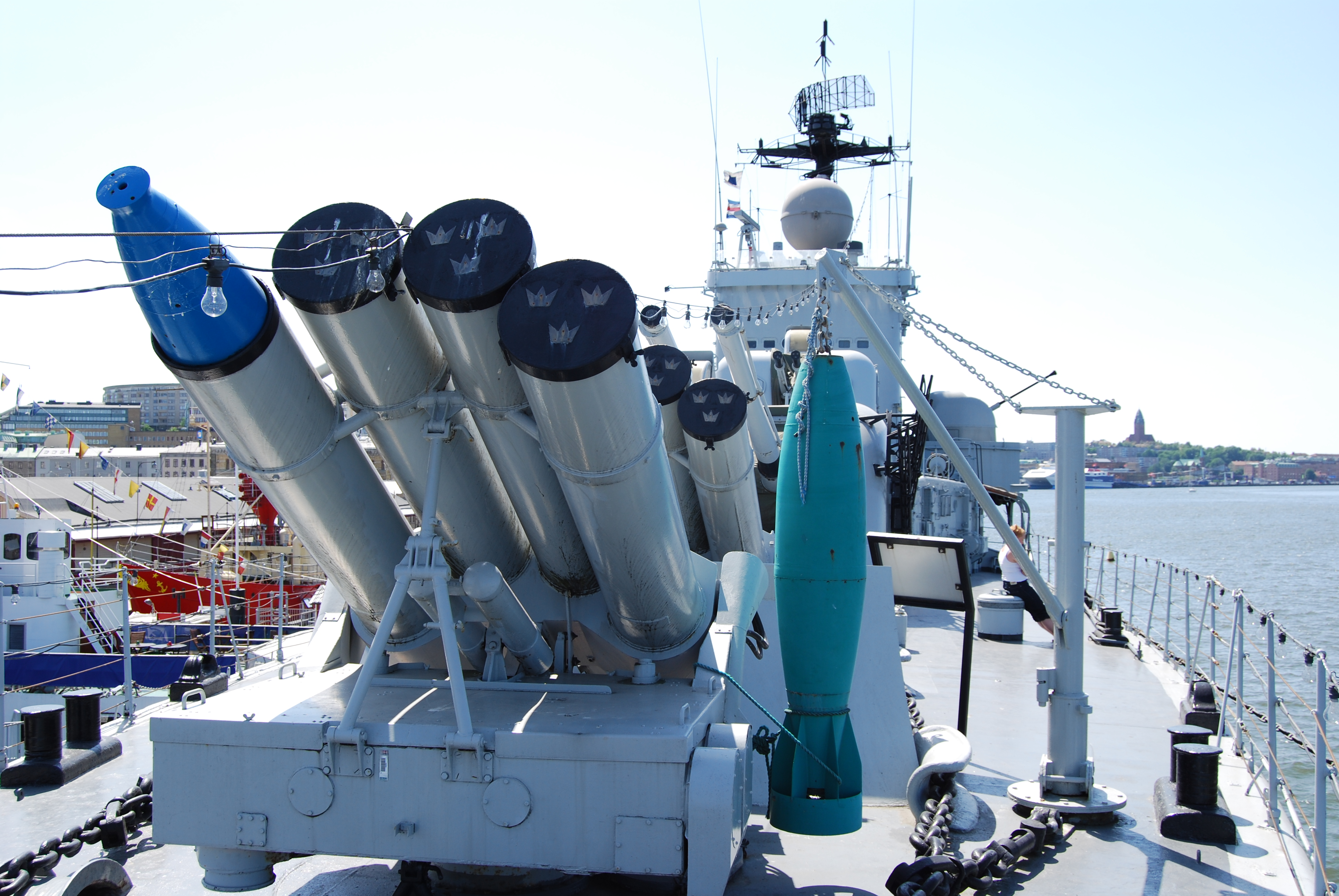
375mm反潛火箭發射器

波佛斯（Bofors，又譯卜福斯）是它是一家前瑞典武器製造商，如今隸屬於英國武器製造商贝宜系统 (BAE Systems)。 350多年來，這個名字一直與鋼鐵工業和大砲製造聯繫在一起。

## 概述
一家擁有350年歷史的世界知名瑞典鋼鐵及軍需產業公司，公司歷史可追溯至1646年，在第二次世界大戰中，該公司之多項產品曾授權世界眾多國家生產，廣泛配備於交戰雙方之軍隊並獲得極高的好評，在這之中，以波佛斯40公釐60倍徑高射炮最為聞名，其衍生型波佛斯40公釐70倍徑高射炮/艦炮、M42防空砲車、標槍式近迫武器系統等至今仍為世界多國軍隊之一線武器配備。
1990年代後期的整合風潮中，該公司已遭拆解並為多家公司併購，截至今日，該公司主要分為兩大部分：
- 貝宜系統-波佛斯（英语：BAE Systems AB）
- 薩博名下的薩博博福斯動力公司

## 歷史

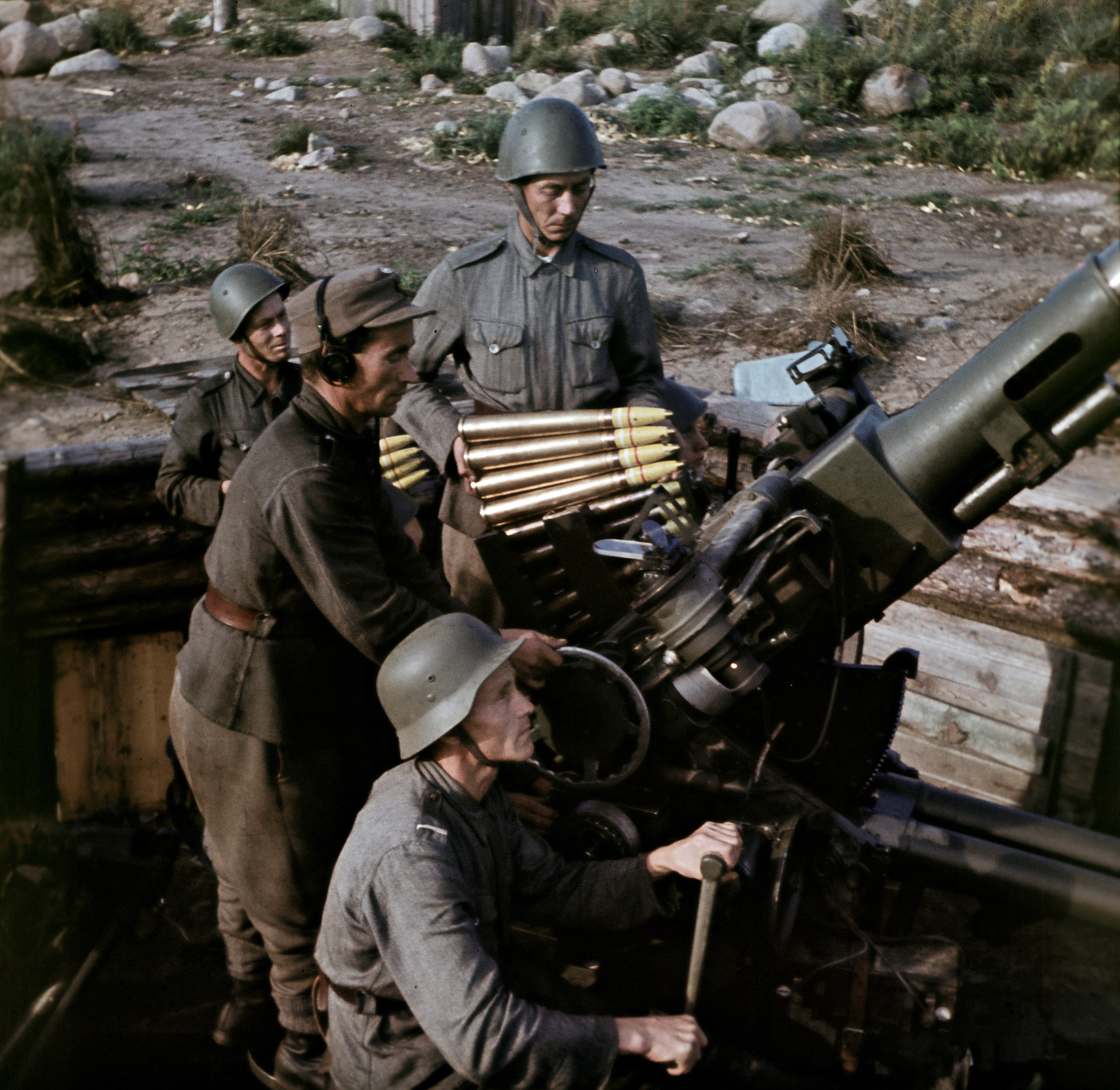
二戰期間，芬蘭士兵使用波佛斯40mm高射砲。

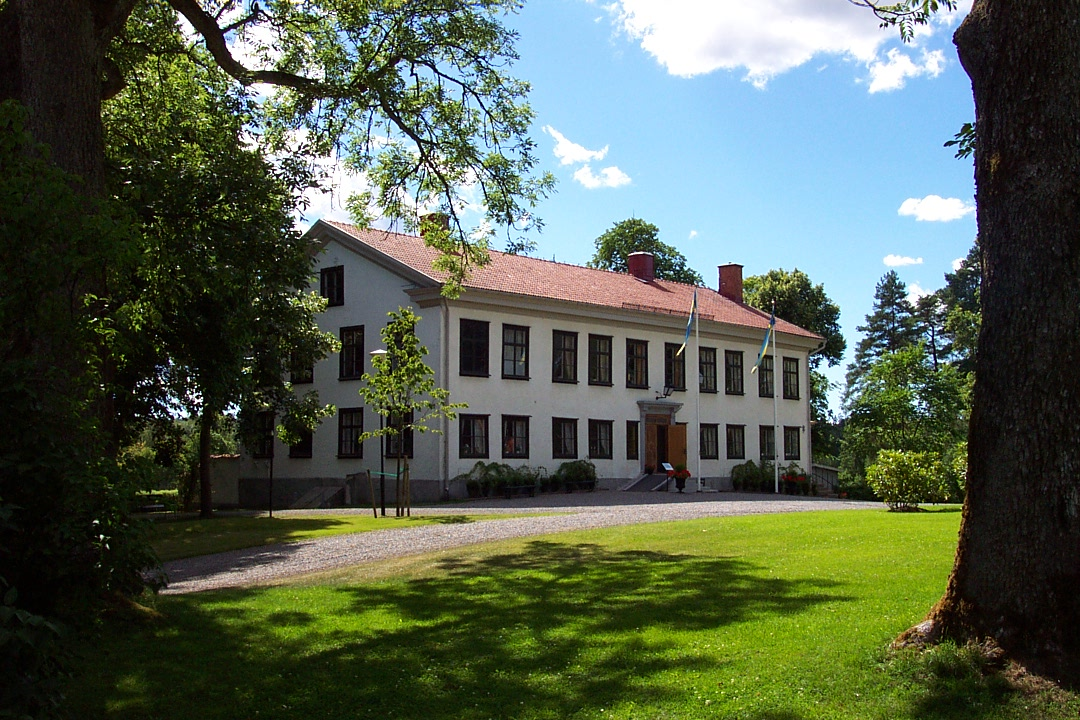
阿爾弗雷德·諾貝爾晚年使用過的瑞典莊園大屋。 目前歸波佛斯所有，並作為博物館對外開放。

- 1646 年，波佛斯鋼鐵廠在瑞典卡尔斯库加成立。
- 1873年，波佛斯公司成立。
- 1894年，阿爾弗雷德·諾貝爾收購了波佛斯公司，進軍軍需產業。
- 2000年，薩博收購了Celsius（波佛斯的母公司）。
  - 該導彈部門將被稱為萨博博福斯动力。
  - 重型武器部門出售給美國聯合防務公司。
- 2005年，贝宜系统公司收購了聯合防務公司(United Defense)。
  - 重型武器部門將是贝宜系统波佛斯 (BAE Systems Bofors)。

## 外部連結
- （英文）贝宜系统 (BAE Systems) 波佛斯 （页面存档备份，存于）
- （英文）萨博集团（Saab AB） （页面存档备份，存于）
- http://nobelkarlskoga.se/welcome-2/bofors-industrial-museum/ （页面存档备份，存于）